# 亞歷斯·古斯尼蘇夫
亚历克斯·库兹涅佐夫（英語：Alex Kuznetsov，1987年2月7日—），出生在烏克蘭首都基輔，並在3歲（1990年）時移居及入籍美國。他目前的最好成績是在2007年澳大利亞網球公開賽晉身男單第二圈。

## 外部連結
- 官方网站
- 亞歷斯·古斯尼蘇夫（英文/西班牙文）的官方資料
- 亞歷斯·古斯尼蘇夫的國際網球總會 職業／青少年 官方資料（英文）
- 亞歷斯·古斯尼蘇夫的官方資料（英文）